# Milà-Sanremo 1942
La Milà-Sanremo 1942 fou la 35a edició de la Milà-Sanremo. La cursa es disputà el 19 de març de 1942 sobre un recorregut de 281,5 quilòmetres. L'italià Adolfo Leoni en fou el vencedor en imposar-se a l'esprint final a Sanremo als seus companys d'escapada. Hi van prendre part 58 ciclistes, tots italians, dels quals 44 van acabar-la.
A causa de la disputa de la Segona Guerra Mundial, aquesta edició de la Milà-Sanremo fou la primera prova d'una competició per punts anomenada Giro d'Itàlia que substituïa la prova per etapes homònima.

## Classificació final
|    | Ciclista             | Equip     | Temps      |
| -- | -------------------- | --------- | ---------- |
| 1  | Adolfo Leoni         | Bianchi   | 8h 10' 00" |
| 2  | Antonio Bevilacqua   | Bianchi   | m. t.      |
| 3  | Pierino Favalli      | Legnano   | m. t.      |
| 4  | Giordano Cottur      | Viscontea | m. t.      |
| 5  | Mario de Benedetti   | Legnano   | m. t.      |
| 6  | Marco Marangoni      | -         | m. t.      |
| 7  | Giovanni Brotto      | Bianchi   | m. t.      |
| 8  | Giovanni de Stefanis | Bianchi   | m. t.      |
| 9  | Cino Cinelli         | Bianchi   | + 1' 45"   |
| 10 | Osvaldo Bailo        | Viscontea | +m. t.     |